# Arcilasisa
Arcilasisa là một chi bướm đêm thuộc họ Noctuidae.

## Các loài
- Arcilasisa sobria Walker, 1865